# Saccoglossus pusillus
Saccoglossus pusillus är en djurart som tillhör fylumet svalgsträngsdjur, och som först beskrevs av Friedrich Ritter 1902.  Saccoglossus pusillus ingår i släktet Saccoglossus och familjen Harrimaniidae. Inga underarter finns listade i Catalogue of Life.